# Helen Lee Worthing
Helen Lee Worthing, née Helen Wortham le 31 janvier 1895 à Louisville, Kentucky et morte le 25 août 1948, à Los Angeles, est une actrice américaine de comédie musicale et de cinéma, connue peut-être autant pour ses problèmes juridiques que pour son jeu d'acteur. Sa carrière est ruinée en 1929 lorsque le public a découvert qu'elle avait épousé un médecin afro-américain. Elle n'a plus jamais tourné à Hollywood.

## Premières années
Helen Wortham est née à Louisville, Kentucky. Fille d'un homme d'affaires de Boston, elle a grandi à Brookline, dans le Massachusetts. Adolescente, elle reçoit un prix pour « les mains et les bras les plus parfaits » à Louisville, Kentucky. Deux ans après cette reconnaissance, les juges l'élisent à l'unanimité comme « la plus belle femme d'Amérique » lors d'un concours qui comptait 10 000 participants.

## Carrière
En 1920, elle fait ses débuts à Broadway dans What's in a Name?, peu après elle joue dans The Greenwich Village Follies (en) en 1920 à New York,,. À la suite de cette production, elle va en Angleterre pour apparaître dans une revue comme « la show girl la plus représentative d'Amérique ». Elle joue également dans les éditions 1921, 1922 et 1923 de Ziegfeld Follies.
Elle est jugée par l'artiste, Harrison Fisher (en), comme ayant le plus beau profil d'Amérique et sélectionnée par Mary Pickford comme l'une des trois plus jolies filles du pays.
À Hollywood, elle apparait dans des films avec Adolphe Menjou, et avec Mary Astor et John Barrymore dans Don Juan en 1926. Alors que des mois d'attente pour d'autres rôles à l'écran s'écoulent, Miss Worthing commence à compter de plus en plus sur l'alcool pour remonter son courage. Mais plus aucun appel ne vient des studios pour ses services et très vite les invitations à des fêtes cessent également. En peu de temps, elle devient alcoolique et, plus tard toxicomane.

## Filmographie
- 1923 : Enemies of Women d'Alan Crosland
- 1924 : Janice Meredith de E. Mason Hopper, Mrs Loring[12].
- 1925 : The Swan (Sa Majesté s'amuse) de Dimitri Buchowetzki
- 1925 : The Crowded Hour (en) de E. Mason Hopper.
- 1925 : Le Démon de minuit (Night Life of New York)  d'Allan Dwan.
- 1925 : Flower of Night de Paul Bern, Josepha[13].
- 1925 : The Other Woman's Story de B.F. Stanley, Jean Prentiss[13].
- 1926 : Le comte de Luxembourg d'Arthur Gregor[13].
- 1926 : Watch Your Wife (en) de Svend Gade.
- 1926 : Lew Tyler's Wives (en) de Harley Knoles.
- 1926 : Don Juan d'Alan Crosland.
- 1927 : Vanity de Donald Crisp.
- 1927 : Thumbs Down de Phil Rosen.

## Iconographie

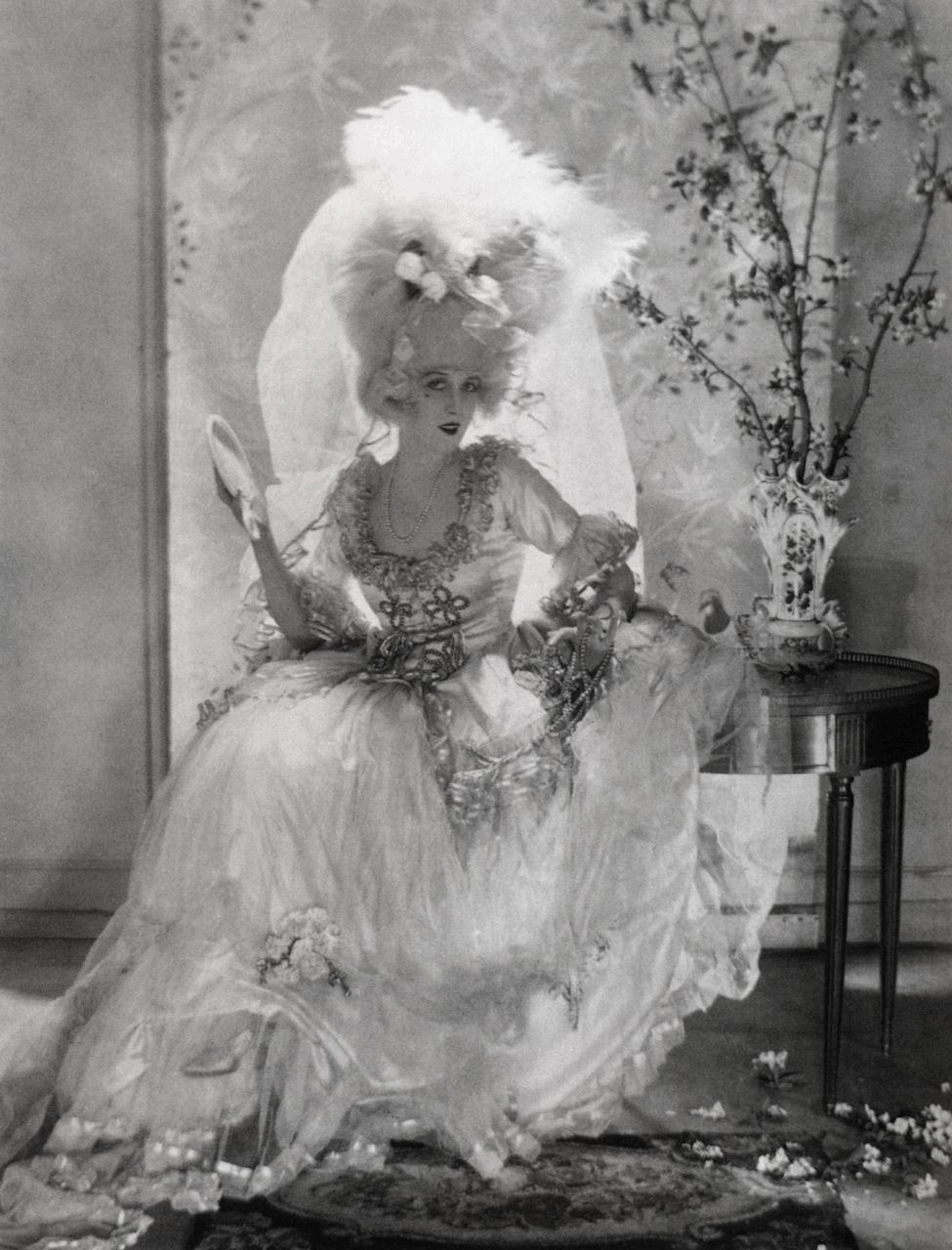
Helen Lee Worthing, dans une robe de mariée Marie-Antoinette conçue par Adolf de Meyer en 1920

Elle a été photographiée par Alfred Cheney Johnston qui a travaillé pour Florenz Ziegfeld pendant plus de 15 ans, prenant principalement des photographies publicitaires et promotionnelles des interprètes des Ziegfeld Follies.
Elle a aussi été photographiée par Adolf de Meyer en 1920, et par Edward Steichen pour Vogue en 1925.

## Vie privée
Worthing épouse l'homme d'affaires Jack McDonald en 1921 et ils divorcent en 1922. Une autre source indique qu'elle a secrètement épousé McDonald en 1917. En avril 1922, elle est soignée dans un hôpital après avoir pris du poison. Selon sa femme de chambre, elle pensait que c'était des comprimés contre les maux de tête. Un reportage de l'époque indique que des amis l'avaient décrite comme découragée et qu'un policier avait déclaré: Elle a déclaré « qu'elle avait pris du poison parce qu'elle en avait marre de vivre ». Elle a également déclaré « qu'après être tombée amoureuse à nouveau, elle a appris que son amant non identifié prévoyait d'épouser une autre femme ».
En avril 1927, Worthing est attaquée chez elle. Le Los Angeles Times rapporte que sa femme de chambre l'a trouvée inconsciente, « allongée dans une mare de sang, le nez cassé, les yeux décolorés, une dent cassée et meurtrie sur tout le corps ». Son médecin est le Dr Eugene Nelson et ils ont une relation amoureuse.
En juin 1927, Nelson et Worthing se marient, Ils subissent l'ostracisme parce qu'il est afro-américain. Lorsque le couple sort d'une limousine pour la première d'une pièce, la foule les accueillent avec des grossièretés et la réaction à l'intérieur du théâtre est également hostile. Worthing a rappelé plus tard « l'épreuve subie cette nuit-là » alors que les gens qu'elle pensait être des amis la traitaient froidement . Deux mois après le mariage, Worthing fait faillite volontairement, citant des actifs de 680 $ et des passifs de 19 086,62 $. Elle cherche un soulagement de ses problèmes en consommant de l'alcool et de la drogue, et sa relation avec Nelson se détériore jusqu'à ce qu'elle demande le divorce, prononcé le 26 mai 1932.
Alors qu'il attend le résultat de l'audience de divorce, Nelson demande une annulation au motif que le couple n'a pas satisfait aux exigences mexicaines pour un mariage avant leur mariage à Tijuana. Il continue à plaider sa cause après le divorce et, en janvier 1933, Worthing consent que le jugement de divorce soit annulé et remplacé par une annulation du mariage. Au cours de l'audience, Worthing interrompt la déclaration de son avocat s'opposant à l'annulation pour dire au tribunal : «J'ai confiance dans le médecin. Je dis, qu'il fasse annuler le mariage ».
Worthing disparait brièvement en 1933 après être montée à bord d'un train à Los Angeles le 15 juin pour se rendre à Chicago et à New York. Nelson  signale sa disparition et la police n'arrive pas à la retrouver, même après que deux personnes aient déclaré l'avoir vue à Pasadena. Réapparaissant le 19 juin, elle déclare que Nelson lui a demandé de l'épouser à nouveau, mais a changé d'avis et lui a dit qu'elle devait partir. Elle explique qu'elle a quitté le train à Pasadena parce qu'elle ne voulait pas être renvoyée.

## Problèmes légaux
Quelques mois après la fin du mariage, Nelson se plaint au tribunal que Worthing dépense sa pension alimentaire de 12 000 $ en stupéfiants. Par la suite, elle fait face à une audience sur une plainte de folie déposée par un ami qui cite les hallucinations et les menaces de suicide de l'actrice. Le témoignage des psychiatres conduit le juge à l'interner dans un sanatorium, et cet enfermement est suivi d'une libération conditionnelle.
Worthing est arrêtée en août 1933 lorsqu'elle est trouvée en train d'utiliser des stupéfiants, en violation de sa libération conditionnelle, dans un appartement de Los Angeles où elle vit sous un nom d'emprunt. En 1935, une arrestation pour ivresse publique à Ocean Park, en Californie, l'amène à passer une nuit en prison avant d'être condamnée à une amende de 5 $ et à une peine de prison de 10 jours avec sursis et à un an de probation. Des problèmes surviennent  en septembre 1939 lorsque Worthing est condamné à cinq mois de prison dans le comté de Los Angeles pour avoir falsifié une ordonnance de stupéfiant. Moins d'un an plus tard, elle se rend aux autorités, admettant la contrefaçon d'ordonnances de stupéfiants.

## Décès
Le 25 août 1948, Helen Lee Worthing est morte d'un empoisonnement aux barbituriques, dans une arrière-cour à Hollywood, où elle vivait avec Jerry Orro, un philippin de 39 ans,. Des albums remplis de coupures de presse faisant état de ses succès et de ses échecs sont trouvés à côté du lit dans lequel elle est morte. Elle est enterrée au cimetière d'Inglewood Park,